# Villiersicometes bijubatus
Villiersicometes bijubatus är en skalbaggsart som först beskrevs av Pierre Émile Gounelle 1911.  Villiersicometes bijubatus ingår i släktet Villiersicometes och familjen långhorningar. Inga underarter finns listade i Catalogue of Life.